# Shefu (sockenhuvudort i Kina, Jiangxi Sheng, lat 26,17, long 115,36)
Shefu är en sockenhuvudort i Kina. Den ligger i provinsen Jiangxi, i den sydöstra delen av landet, omkring 280 kilometer söder om provinshuvudstaden Nanchang. Antalet invånare är 36 662. Befolkningen består av 17 989 kvinnor och 18 673 män. Barn under 15 år utgör 28,0 %, vuxna 15-64 år 63 %, och äldre över 65 år 8,0 %.
Runt Shefu är det tätbefolkat, med 257 invånare per kvadratkilometer. Närmaste större samhälle är Lianjiangzhen, 19,0 km norr om Shefu. I omgivningarna runt Shefu växer i huvudsak blandskog.
Genomsnittlig årsnederbörd är 1 925 millimeter. Den regnigaste månaden är maj, med i genomsnitt 327 mm nederbörd, och den torraste är oktober, med 21 mm nederbörd.